# The Skymasters
The Skymasters was een Nederlands radio-orkest en -bigband van 1946 tot 1997.

## Geschiedenis
The Skymasters maakten hun radiodebuut in januari 1946. Het orkest werd opgericht door Willy Schobben, Bep Rowold en Pi Scheffer in 1945 in opdracht van de AVRO en trad de eerste maanden op onder de naam The Red White and Blue Stars onder leiding van Willy Kok. Kok trok zich terug en het orkest ging door onder leiding van trombonist-arrangeur Pi Scheffer.
De populariteit was te danken aan het feit dat het orkest wekelijks twee- of driemaal op de radio was te beluisteren met pittige bigband-swingnummers en prima zangnummers. Als vocalisten werden Annie de Reuver en kort daarop Wim van der Beek aan het orkest verbonden. In 1946 werd op Schiphol een korte bioscoopfilm opgenomen. In de loop van 1947 verlieten De Reuver en Van der Beek het orkest, opvolger was Karel van der Velden. Daarnaast kwamen Pi Scheffer (tevens de belangrijkste arrangeur) en saxofonist Jan Meijer voor de zangmicrofoon. Scheffer verkoos in 1951 een baan in het onderwijs. Zijn opvolger was altsaxofonist Bep Rowold.
Vanaf de oprichting van het orkest werden voor Decca en vanaf 1951 voor Philips regelmatig grammofoonplaten opgenomen. Een bekende hit van het orkest uit de jaren veertig was "Bloesem van seringen". Onder Rowold werd jaarlijks in de zomer een maand in Keulen gespeeld. Onder zijn leiding werden aldaar regelmatig radio-uitzendingen verzorgd voor de WDR in de programma's Bei uns zu Gast en Tausend Takte Tanzmusik. Greetje Kauffeld startte haar carrière als soliste bij The Skymasters in 1957.
Een bekend nummer in de jaren rond 1960 was "In de bus van Bussum naar Naarden", waarbij NBM-buslijn 36 de bedoelde buslijn was.
Toen Bep Rowold in 1968 plotseling overleed, nam tenorsaxofonist Sander Sprong de leiding over.
Van 1978 tot en met 1986 verzorgden The Skymasters voor de AVRO het wekelijkse jazzprogramma Swingtime, vanuit Nick Vollebregt's Jazzcafé te Laren. Tony Nolte had de leiding. Veel bekende buitenlandse solisten die bij de band optraden, vonden The Skymasters in de jaren tachtig de beste bigband van Europa. Bekende musici in eigen gelederen waren: Ack van Rooyen, Piet Noordijk, Herman Schoonderwalt, Ferdinand Povel, Ruud Brink, Henk Meutgeert en Wim Overgaauw. Tijdens North Sea Jazz Festivals werden onder meer Mel Tormé, Dizzy Gillespie en Clark Terry begeleid. De elpee Swingtime at the Jazzcafe (1984) werd genomineerd voor een Edison. Hoogtepunt was de tournee door de Verenigde Staten in 1988, met Herman Schoonderwalt als dirigent. Tonny Eyk nam de cd Bigband Favourites met The Skymasters op. Het laatste radio-optreden vond plaats op 21 januari 1997 voor radiojazzprogramma Sesjun van de TROS.
Titels die ook tegenwoordig nog op verzamelalbums worden uitgebracht, zijn bijvoorbeeld "Moonliner", "Royal palace blues" en "Wel bedankt voor 't gezellige avondje", alle uit de jaren vijftig. Op 1 juli 2007 verscheen bij de NCRV de Skymasters-cd That old black magic, opgenomen onder pseudoniem Orkest Roy Bernie. Deze instrumentale cd met opnamen uit 1964/1966 maakt deel uit van de tiendelige cd-box Dutch Radio Collection.

## Discografie
- Skymasters Now!, AVRO, 1971
- Swingtime at the Jazzcafe, Turning Point Records, 1984
- Big Band Favourites, Philips, 1986
- Charles Plastron Chante Trenet, Borstlap, 1987
- Moederdagplaat, Jovanda, enkelzijdige flexi, 7"
- Relaxed Times, Music De Wolfe, 10"
- Medley of Quicksteps, Margriet Discotheek, 7"

## Bladmuziek
Handgeschreven arrangementen en gedrukte uitgaven van het repertoire van The Skymasters maken deel uit van de omroepmuziekcollectie van de voormalige Muziekbibliotheek van de Omroep. Een honderdtal stukken is te vinden in haar digitale collectie Muziekschatten.